# Nông An
Nông An (chữ Hán giản thể: 农安县, âm Hán Việt: Nông An huyện) là một huyện thuộc địa cấp thị Trường Xuân, tỉnh Cát Lâm, Cộng hòa Nhân dân Trung Hoa. Huyện này có diện tích 5415 km2, dân số 1,12 triệu người, mã số bưu chính 130200.
Nông An được chia thành 10 trấn và 11 hương:
- Trấn: Nông An, Phục Long Tuyền, Cáp Lạp Hải, Kháo Sơn, Khai An, Nhiêu Oa, Cao Gia Điếm, Hoa Gia, Tam Thịnh Ngọc, Ba Cát Lũy.
- Hương: Tiền Cương, Long Vương, Vạn Thuận, Nông Thụ Lâm, Thanh Sơn Khẩu, Hoàng Ngư Khuyên, Tân Nông, Vạn Kim Tháp, Tiểu Thành Tử.